# Concilio di Melfi
L'espressione concilio di Melfi indica in maniera generica sei diversi concili che si sono tenuti nella città di Melfi (sede della contea di Puglia fin dal 1043) tra il 1059 ed il 1137.
Si tratta di cinque concili ecumenici, nei quali si discusse delle emergenze religiose e dei rapporti fra il papato ed i capi normanni, ed un ulteriore concilio, tenutosi nel 1130, ma non riconosciuto dalla Chiesa cattolica perché organizzato dall'antipapa Anacleto II.

## Concili di Melfi riconosciuti dalla Chiesa

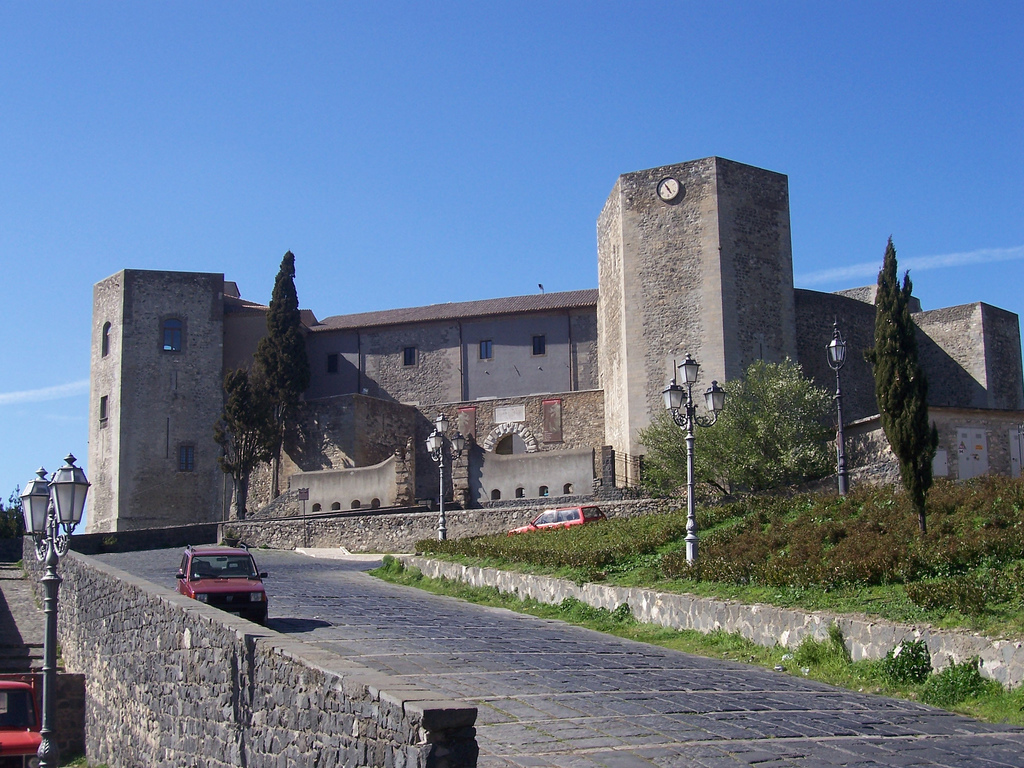
Castello di Melfi (Potenza), sede dei concili di Melfi.

Nel periodo di 78 anni, tra il 1059 ed il 1137, con la partecipazione attiva di cinque diversi pontefici, nel castello di Melfi si tennero i seguenti sinodi, riconosciuti dalla Chiesa:
| Concilio                  | Pontefice che presiedeva i lavori | Data di svolgimento           | Provvedimenti principali |
| Primo concilio di Melfi   | Niccolò II                        | 3 - 25 agosto 1059            | Fu preceduto dal Trattato di Melfi e si concluse con il Concordato di Melfi.                                                                                               |
| Secondo concilio di Melfi | Alessandro II                     | 1º agosto - settembre 1067    | Si concluse con la scomunica di Roberto il Guiscardo. |
| Terzo concilio di Melfi   | Urbano II                         | 10 - 17 settembre 1089        | Vi fu bandita la prima crociata. |
| Quarto concilio di Melfi  | Pasquale II                       | agosto 1101 (data è incerta). | Si concluse con la scomunica della città di Benevento. |
| Quinto concilio di Melfi  | Innocenzo II                      | 4 - 18 luglio 1137            | Si concluse con la scomunica dell'antipapa Anacleto II e con la delegittimazione di Ruggero II d'Altavilla in favore di Rainulfo III di Alife della rivale Drengot Quarrel |

## Concilio di Melfi del 1130

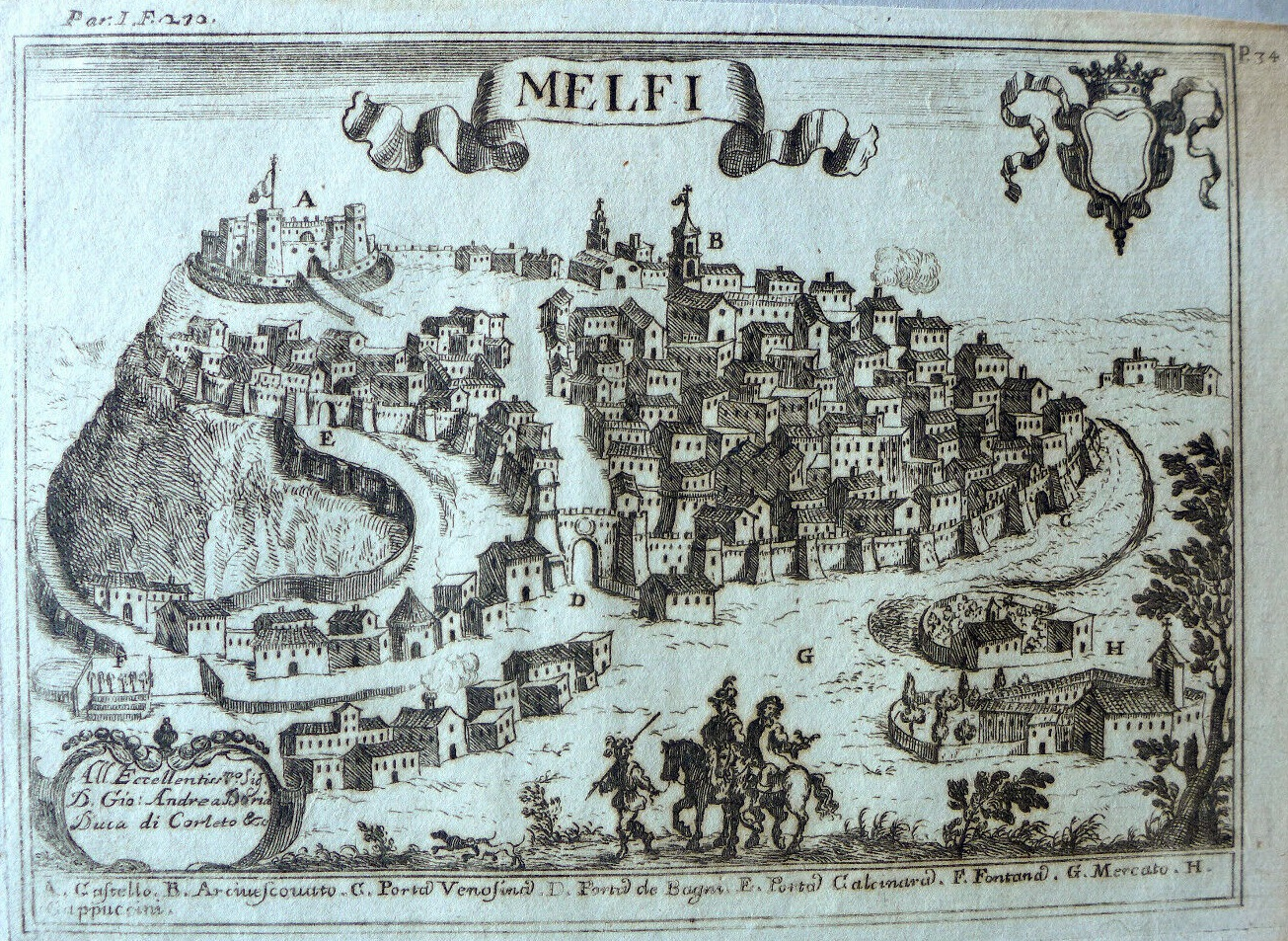
Antica stampa di Melfi, capitale prima della Contea di Puglia, poi del Ducato di Puglia.

Il normanno Ruggero II d'Altavilla , già Gran Conte, dopo aver esteso i suoi possedimenti in Italia meridionale, volle che la sua posizione fosse legittimata dal titolo di Re.
Lo scisma susseguito alla morte di Onorio II (13 febbraio 1130) fu l’occasione per ottenere la corona regia da Anacleto II, sostenuto dai Pierleoni e dai cardinali meridionali in maggioranza filonormanni e insediato a Roma, mentre Innocenzo II, sostenuto dai Frangipane, si rifugiò in Francia.
Le trattative di alleanza tra Ruggero II e Anacleto II portarono alla bolla sottoscritta ad Avellino il 27 settembre 1130, mediante la quale Ruggero era investito della corona regia di Sicilia; riconobbe e confermò a Ruggero anche i titoli, già concessi, di Duca di Calabria e di Puglia e Principe di Capua., "onore" di Napoli e "difesa" di Benevento. All'investitura pontificia si aggiungeva l'acclamazione dei potenti delle sue terre, che, convocati a Salerno, sanciscono la regia promotio del loro principe. Fu Ruggero II d'Altavilla, che convocò nel 1130 al palazzo dei Normanni di Palermo un'assise che lo proclamò re. L'incoronazione fu celebrata nel Natale del 1130 a Palermo.  
Nel 1130 si tenne un ulteriore concilio di Melfi, che, a differenza di tutti gli altri, non è riconosciuto dalla Chiesa cattolica, in quanto organizzato dall'antipapa Anacleto II, rivale di papa Innocenzo II; per questo motivo, esso, non segue la numerazione degli altri concili organizzati nella città.
Lo storico Cuozzo precisa che: «Le fonti romane, ed in particolare il cronista Falcone Beneventano, attribuiscono all'iniziativa dell'antipapa Anacleto II gli accordi, che avrebbero portato alla fondazione della monarchia Normanna. Roberto il Guiscardo ed Anacleto II si incontrarono in Avellino, ed il 27 settembre 1130 Anacleto II concesse al Duca la potestà regia».
Tutte le fonti, ed in particolare il cronista Alessandro di Telese e l'arcivescovo di Salerno Romualdo II Guarna, concordano nel riferire che: «nella notte di Natale del 1130 con sfarzo favoloso Roberto ricevette l'unzione col sacro olio e l'incoronazione nella cattedrale di Palermo».
La cerimonia avvenne in nome e con l'approvazione di Anacleto II. Il legato dell'antipapa, il cardinale Conti di Santa Sabina, incoronava Ruggero II d'Altavilla, che otteneva il riconoscimento del titolo di Re di Sicilia, Calabria e Puglia. Ruggero veniva consacrato dagli arcivescovi di Benevento, Capua, Salerno e Palermo. Il principe Riccardo di Capua poneva in testa la corona al monarca; era anche presente l'arcivescovo di Trani.
| Concilio          | Partecipanti                         | Data di svolgimento | Provvedimenti principali |
| Concilio di Melfi | Anacleto II - Ruggero II d'Altavilla | 5 novembre 1130     |                          |

### Fonti primarie
- Falcone Beneventano, Chronicon Beneventanum
- Romualdo II Guarna, Chronicon Romualdi II